# مارتن بينكا

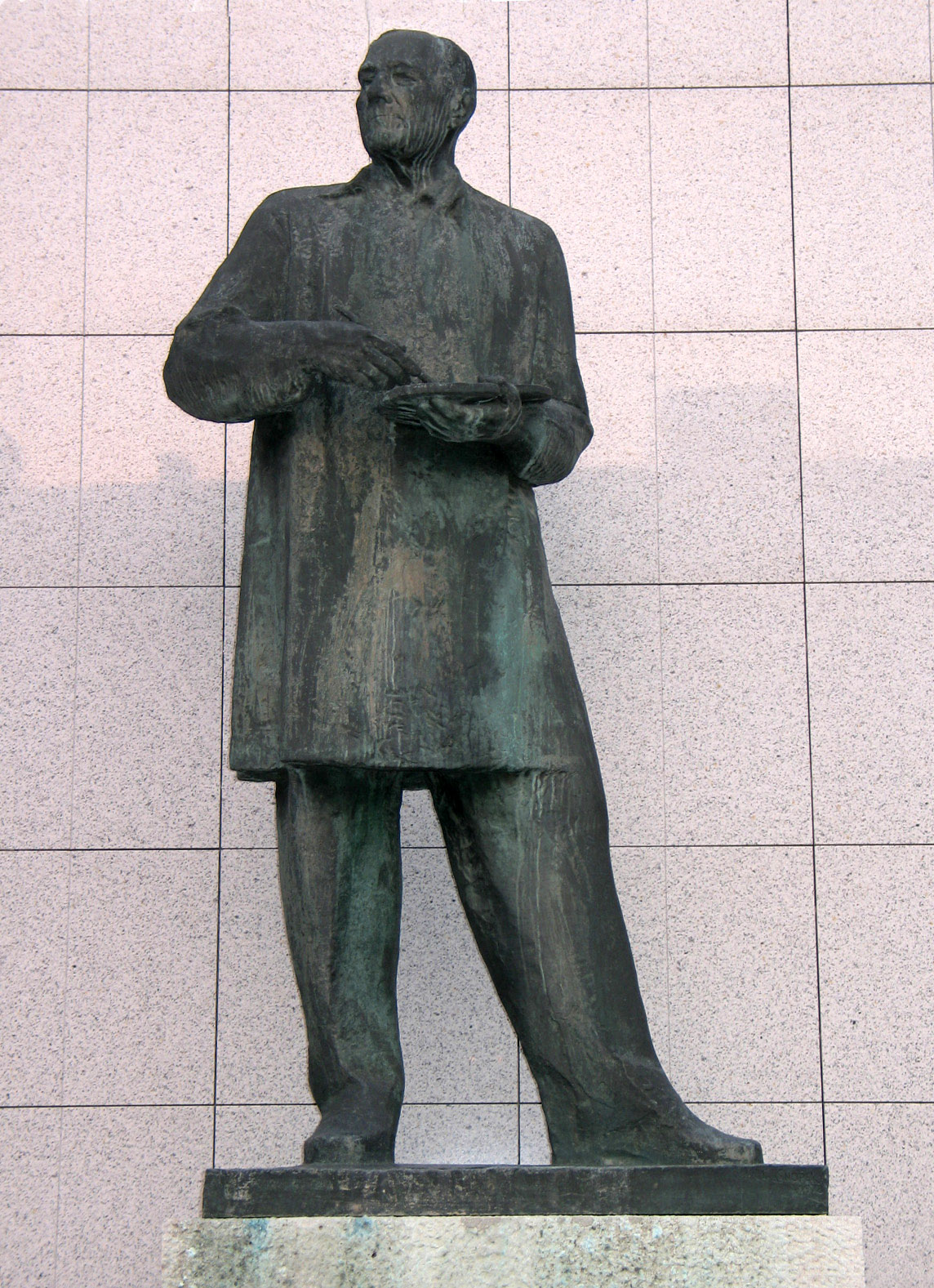
تمثال لبينكا

مارتن بينكا Martin Benka (1888 – 1971) رسام ومصور سلوفاكي، يعتبر مؤسس فن الرسم السلوفاكي الحديث في القرن العشرين. منح لقب "فنان الوطن"، ودفن في المقبرة الوطنية في مارتن. تأثر بينكا بالأجواء الشعبية وبالطبيعة والفولكلور السلوفاكي.